# Hieracium holosericeum
Hieracium holosericeum es una especie de planta con flor del género Hieracium, de la familia Asteraceae, orden Asterales.

## Distribución
Hieracium holosericeum se distribuye por Escocia.

## Taxonomía
Fue descrita científicamente por Backh. fil.
Tratamiento taxonómico
La especie aparece registrada y publicada en Monogr. Brit. Hierac.